# Ваноцца де Каттані
Ваноцца де Каттанеі (італ. Vanozza de’ Cattanei), охрещена як Джованна Каттанеі (італ. Vannozza dei Cattanei; нар. 13 липня 1442, Мантуя — пом. 26 листопада 1518, Рим) — протягом багатьох років була партнеркою кардинала Родріґо Борджіа (1431—1503), майбутнього папи Олександра VI. Мати його чотирьох найвідоміших дітей.

## Життєпис
Про її походження немає майже ніяких достовірних даних, так само, як і про те, де Ваноцца познайомилася з майже на 10 років старшим за себе Родріґо Борджіа. Найймовірніше це сталося у першій половині 1470-х років, можливо, у 1473—1474 рр., після того, як він повернувся з Іспанії, де в ролі папського легата провів успішні політичні переговори.
Коли почався їхній роман, Ваноцці було вже за тридцять, і за мірками того часу, вона вважалася вже немолодою. На той момент Родріґо вже мав кілька романів і устиг стати батьком трьох позашлюбних дітей. Утім, тільки з Ваноццою він підтримував тривалі стосунки, і, на відміну від інших своїх нащадків, щиро любив їхніх чотирьох спільних дітей. Найстарший син Чезаре народився 1475 р., потім у 1476 р. на світ з'явився Хуан (Джованні), 1480 р. — Лукреція, а 1481 р. — Джофре. Майбутній папа не тільки офіційно й нотаріально визнав своє батьківство, але й Ваноцца так само була офіційно визнана матір'ю його дітей. Згодом усі вони стали найважливішими фігурами у політичних планах Борджіа, який прагнув перетворити свою сім'ю на одну з наймогутніших династій Італії.
Та про людське око Ваноцца була тричі одружена з різними посадовцями. На час свого третього шлюбу вона втратила статус фаворитки кардинала Борджіа, проте не втратила його щедрої фінансової підтримки. Це дозволяло їй вести розкішний спосіб життя римської аристократки, якою вона за походженням не була. В останні роки Ваноцца займалася благодійністю.
Померла Ваноцца 26 листопада 1518 р. у Римі у віці 76 років.

## Образ у кінематографі
- Конклав (фільм, 2006)